# Kicker (rivista)
kicker è una rivista sportiva tedesca fondata nel 1920; si occupa principalmente di calcio.
La rivista è stata fondata da Walther Bensemann ed è pubblicata due volte a settimana, solitamente il lunedì e il giovedì, a Norimberga. L'edizione del lunedì ha una tiratura media di circa 240 000 copie, mentre quella del giovedì ha una tiratura media di 220 000 copie (dati del 2005). Viene inoltre pubblicato l'Almanach kicker, l'annuario della rivista. È stato inizialmente pubblicato dal 1937 al 1942 e, dopo una lunga interruzione, dal 1959 ad oggi ininterrottamente. È membro fondatore dell'European Sports Magazines (ESM), associazione europea di pubblicazioni legate al calcio. Ogni anno assegna al miglior marcatore della Bundesliga il premio Torjägerkanone.

## Storia editoriale

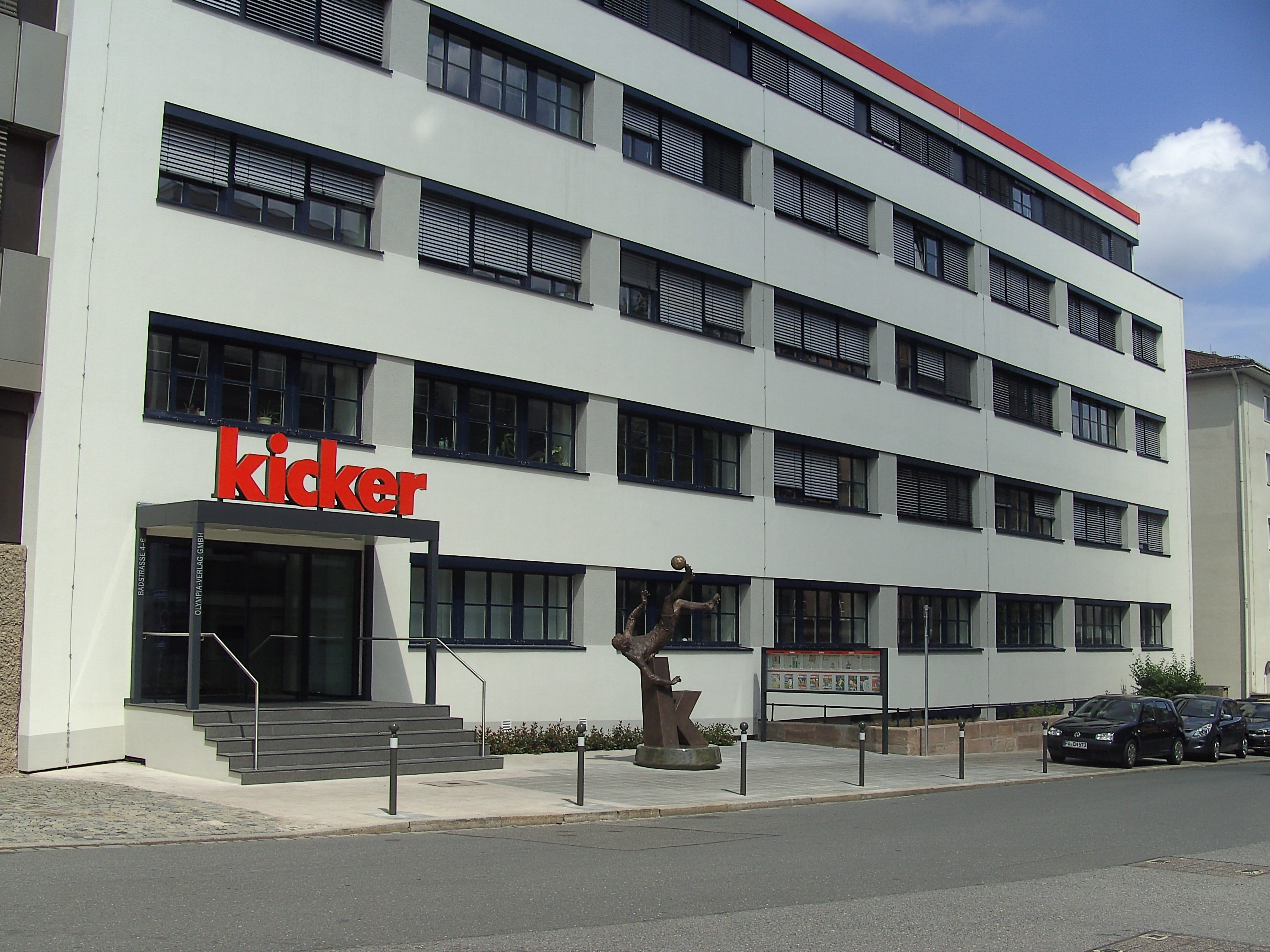
Il quartier generale di "Kicker" a Norimberga con statua di fronte all'ingresso principale.

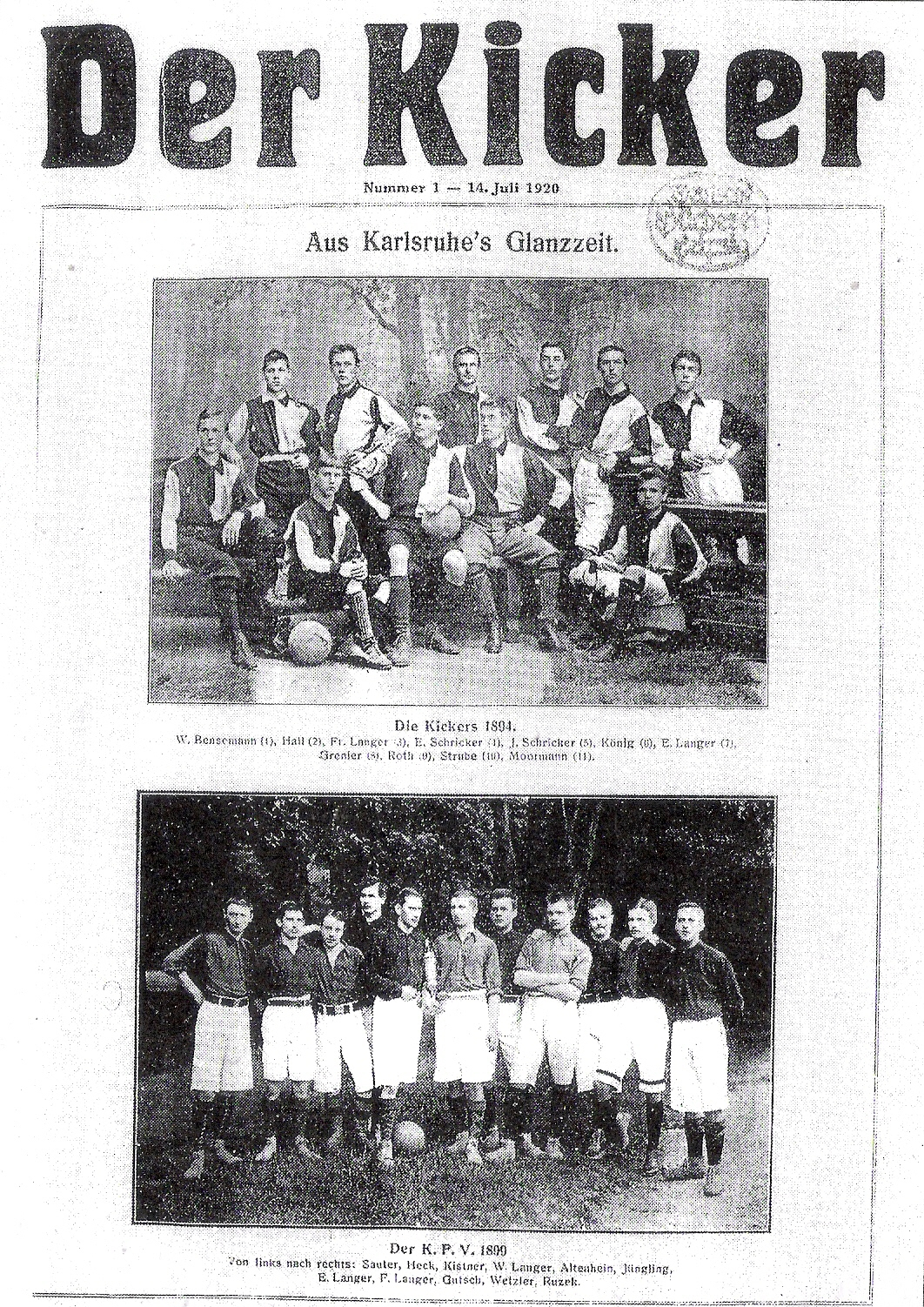
Una prima pagina della rivista kicker del 1920.

La rivista kicker apparve per la prima volta nel mese di luglio, nella città di Costanza, Germania. La sede della rivista era originariamente situata a Stoccarda, ma nel 1926 fu scelta Norimberga come nuova e definitiva sede. Durante la seconda guerra mondiale, dopo essersi fusa con il Fußball ha proseguito discontinuamente la pubblicazione fino all'autunno del 1944, quando la produzione della rivista cessò totalmente. Nel dopoguerra la rivista adottò il nome Sport e fu pubblicata dalla casa editrice Olympia-Verlag.
Friedebert Becker, ex capo-redattore della rivista, ricominciò la pubblicazione del kicker dal 1951 e, per diversi anni, si ebbe la pubblicazione sia del kicker sia dello Sport. Nel 1966 la rivista è stata venduta ad "Axel Springer AG". Anni più tardi, a Norimberga, la casa editrice Olympia-Verlag compra il kicker e lo fonda con Sportmagazin, che era stato pubblicato per due volte a settimana dal 1952.
Il 7 ottobre 1968 viene pubblicato il primo numero della neonata kicker-Sportmagazin.

## Contenuti
La rivista comprende una serie di competizioni sportive e di eventi:
- I campionati di Fußball-Bundesliga, 2. Fußball-Bundesliga, 3. Liga, Fußball-Regionalliga.
- La DFB-Pokal.
- La nazionale maschile e quella femminile di calcio.
- Il campionato di Fußball-Bundesliga femminile.
- Diverse competizioni calcistiche nazionali europee, tra le più importanti Premier League, Serie A, Liga e Ligue 1.
- Diverse competizioni calcistiche internazionali.
- La Formula 1.
- I giochi olimpici.
- Diversi altri eventi sportivi, a seconda delle competizioni in corso.

## Migliori club del XX secolo
Nel 1998, la rivista pubblicò una classifica dei migliori club del mondo del XX secolo in base alle opinioni di alcuni addetti ai lavori, tra essi alcuni allenatori.
| #  | Squadra        | Paese       |
| -- | -------------- | ----------- |
| 1  | Real Madrid    | Spagna      |
| 2  | Ajax           | Paesi Bassi |
| 3  | Milan          | Italia      |
| 4  | Bayern Monaco  | Germania    |
| 5  | Barcellona     | Spagna      |
| 6  | Manchester Utd | Inghilterra |
| 7  | Benfica        | Portogallo  |
| 8  | Dinamo Kiev    | Ucraina     |
| 9  | Juventus       | Italia      |
| 10 | Inter          | Italia      |

Nel 2014, La classifica è stata rivalutata considerando ulteriori parametri forniti dagli editori della rivista.
| #  | Squadra             | Paese       |
| -- | ------------------- | ----------- |
| 1  | Real Madrid         | Spagna      |
| 2  | Bayern Monaco       | Germania    |
| 3  | Manchester Utd      | Inghilterra |
| 4  | Liverpool           | Inghilterra |
| 5  | Barcellona          | Spagna      |
| 6  | Milan               | Italia      |
| 7  | Juventus            | Italia      |
| 8  | Boca Juniors        | Argentina   |
| 9  | Amburgo             | Germania    |
| 10 | Borussia M'gladbach | Germania    |